# Tuberoschistura
Genre
Tuberoschistura est un genre de poissons d'eau douce téléostéens de la famille des Nemacheilidae (ordre des Cypriniformes). Ce sont des « loches de pierre » qui se rencontrent en Asie du Sud-Est.

## Liste des espèces
Selon World Register of Marine Species (8 août 2023) :
- Tuberoschistura baenzigeri (Kottelat, 1983)
- Tuberoschistura cambodgiensis Kottelat, 1990

## Systématique
Le nom valide complet (avec auteur) de ce taxon est Tuberoschistura Kottelat, 1990.

## Publication originale
- (en) Maurice Kottelat, Indochinese nemacheilines : A revision of nemacheiline loaches (Pisces: Cypriniformes) of Thailand, Burma, Laos, Cambodia and southern Viet Nam, Munich, Dr. Friedrich Pfeil, 1990, 262 p. (ISBN 3923871473).